# Abra
Uma abra (do francês havre), refúgio ou abrigo é um local onde navios, barcos, lanchas e outras embarcações podem se abrigar de correntes, tempestades e intempéries, ou são armazenados para uso futuro. As abras também são conhecidas pelos nomes de porto seguro, porto-seguro, porto abrigado e ancoradouro natural. Abras podem ser artificiais ou naturais. Quando natural, uma abra é usualmente uma enseada ou pequeno golfo protegido de correntes marinhas. Abras feitas pelo homem têm paredões ou quebra-mares, ou, caso contrário, podem ter sido construídas por dragagem, e estas exigem manutenção periódica com dragagens.
Abras e portos são frequentemente confundidos. Um porto é uma instalação feita pelo homem na costa do mar, lago ou margem de rios onde os navios, barcos e barcaças têm carga e descarga de produtos realizadas, incluindo aquelas para pessoas ou gado. Um porto pode ser constituído por píeres, docas, cais, molhes, desembarcadouros, e/ou rampas. Ele pode ter gruas de carga, silos e/ou máquinas de movimentação de carga com correias. Por exemplo, correias são usadas para carga e descarga de carvão ou minérios de/para navios e barcaças. Além disso, os portos podem ter equipamento para carregamento ou descarregamento de petróleo ou outras cargas líquidas de/para navios-tanque.

## Abras naturais
A seguir, estão listadas grandes abras naturais:

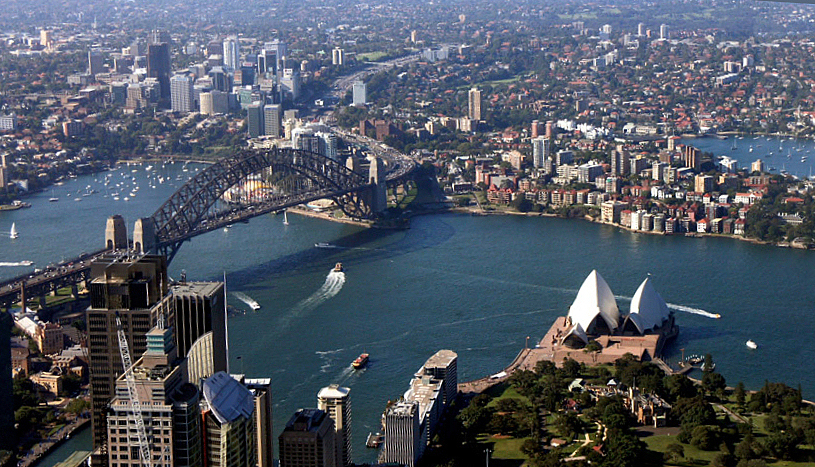
Port Jackson, em Sydney, na Austrália.

- Baltimore's Inner Harbor, em Maryland, nos Estados Unidos
- Boston Harbor, em Massachusetts, nos Estados Unidos
- Bridgetown, em Barbados
- Cartagena (Colômbia)
- Charleston (Carolina do Sul), nos Estados Unidos
- Cork Harbour, na Irlanda
- Duluth (Minnesota), nos Estados Unidos
- Durban, na África do Sul
- Falmouth, na Cornualha, na Inglaterra, no Reino Unido
- Visakhapatnam, em Andhra Pradesh, na Índia
- Freetown Harbour, em Serra Leoa
- Corno de Ouro, em Istambul, na Turquia
- Gotemburgo, na Suécia
- Grand Harbour, em Malta
- Halifax Harbour, na Nova Escócia, no Canadá
- Porto de Hamburgo, na Alemanha
- Hampton Roads, na Virgínia, nos Estados Unidos
- Kingston, na Jamaica
- Kobe Harbour, em Kobe, no Japão
- Kochi, na Índia
- Mahon, em Minorca, na Espanha
- Baía de Manila, nas Filipinas
- Milford Haven, no País de Gales, no Reino Unido
- Montevidéu, no Uruguai
- Mumbai, na Índia
- Nassau, nas Bahamas
- Porto de Nova Iorque, nos Estados Unidos
- Oslofjord, na Noruega
- Pearl Harbor, em Honolulu, no Havaí, nos Estados Unidos
- Plymouth Sound, em Devon, na Inglaterra, no Reino Unido
- Poole Harbour, em Dorset, na Inglaterra, no Reino Unido
- Porto Jackson, em Sydney, na Nova Gales do Sul, na Austrália
- Porto Phillip, em Victoria (Austrália)
- Rio de Janeiro, na Baía da Guanabara, no Brasil
- Salvador, no Brasil
- Baía de San Diego, em San Diego (Califórnia), nos Estados Unidos
- Baía de São Francisco, na Califórnia, nos Estados Unidos
- Baía de Tóquio, em Tóquio, no Japão
- Trincomalee, no Sri Lanka
- Vancouver, no Canadá
- Victoria Harbour, em Hong Kong
- Wellington Harbour, na Nova Zelândia
- Willemstad, em Curaçao

- Belém, no Brasil

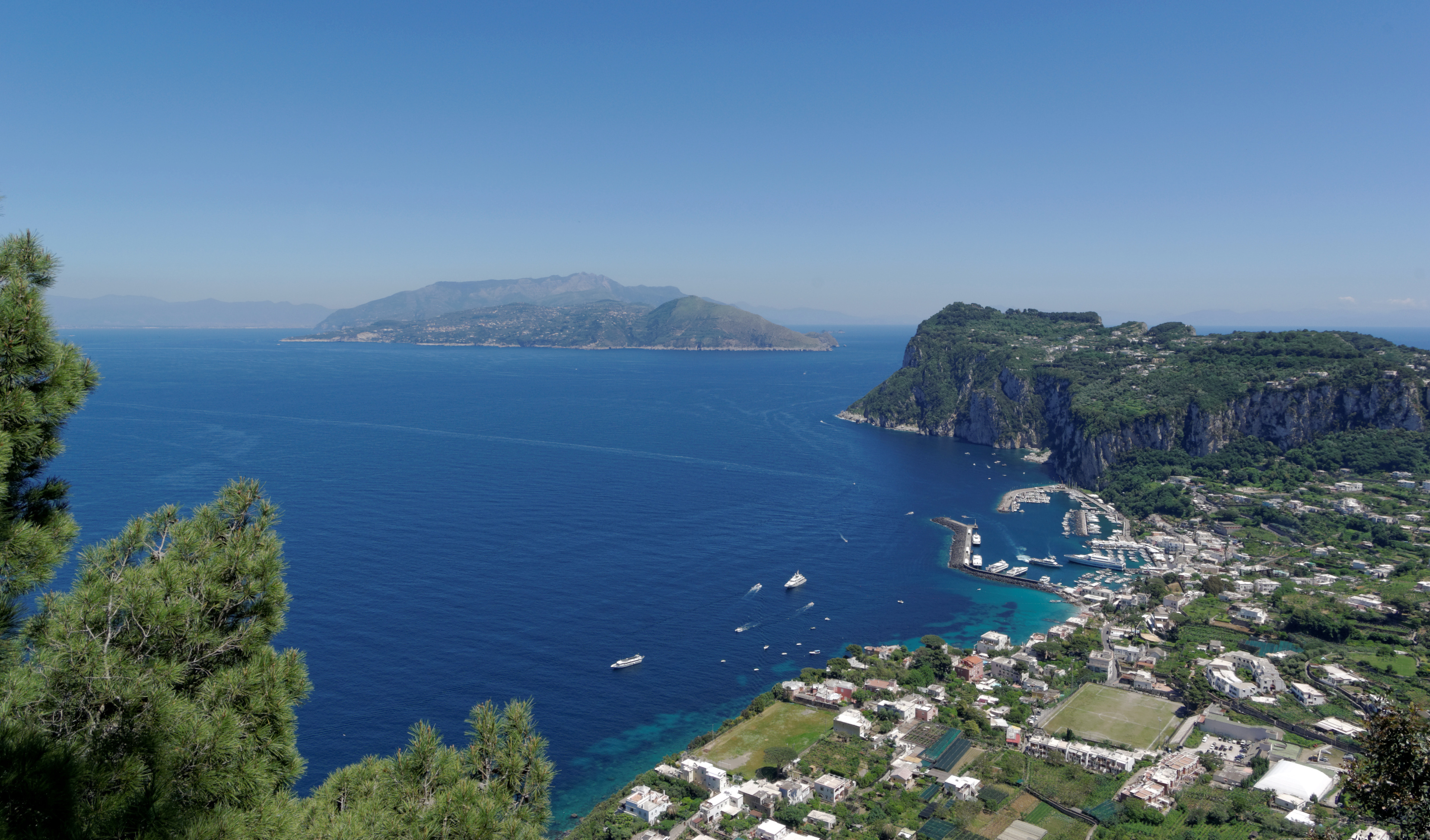
Abra de Capri, na Itália, vista a partir de Anacapri.

- Kahului (Havaí), nos Estados Unidos
- Kaipara Harbour, na Nova Zelândia
- Kaohsiung, em Taiwan
- Keelung, em Taiwan
- Kilindini Harbour, no Quénia
- Keppel Harbour, em Singapura
- Manukau Harbour, em Auckland, na Nova Zelândia
- New Haven Harbor, em Connecticut, nos Estados Unidos
- Porto de Antuérpia, em Flandres, na Bélgica
- Porto de Bruges-Zeebrugge, em Flandres, na Bélgica
- Porto de Gênova, na Itália
- Portland Harbour, em Dorset, na Inglaterra, no Reino Unido
- Trondheim, na Noruega
- Porto de Gdansk, na Polônia
- Porto de Szczecin, na Polônia